# Moita do Norte
Moita do Norte ist eine ehemalige Gemeinde (Freguesia) im portugiesischen Kreis (Concelho) von Vila Nova da Barquinha. In ihr leben 2089 Einwohner (Stand 30. Juni 2011).
Im Zuge der administrativen Neuordnung in Portugal wurden die Gemeinden Moita do Norte und Vila Nova da Barquinha am 29. September 2013 zur neuen Gemeinde Vila Nova da Barquinha zusammengeschlossen. Sitz wurde Moita do Norte, jedoch behielt die Verwaltung in Vila Nova da Barquinha eine Zweigstelle.